# Jude Law
David Jude Heyworth Law (Lewisham, London, 1972. december 29. –) BAFTA-díjas angol színész, producer.

## Élete és pályafutása
1984-ben, 12 évesen iratkozott be a National Youth Music Theatre-be, de 17 évesen, 1989-ben eltanácsolták. Londoni színpadokon lépett fel. Tehetségére hamar felfigyeltek, még a Broadwayen is megfordult.
A brit közönség 1994-ben ismerte meg, amikor Sadie Frost, Sean Bean és Jonathan Pryce mellett játszott a Shopping című filmben. Három évvel később Stephen Fry mellett is letette a névjegyét az Oscar Wilde szerelmei című életrajzi drámában.
Első fontosabb hollywoodi filmszerepét 1997-ben kapta Ethan Hawke és Uma Thurman partnereként a Gattaca című utópisztikus sci-fiben. Még szintén abban az évben egy homoszexuális szereplőt formált meg Clint Eastwood Éjfél a jó és a rossz kertjében című filmjében.
1998-ban két kisköltségvetésű angol produkcióban is szerepelt: Végső vágás és Krokodilok bölcsessége. Rá egy évvel David Cronenberg eXistenZ – Az élet játék című sajátos filmjében tűnik fel Jennifer Jason Leigh partnereként. Az igazi áttörés Law számára A tehetséges Mr. Ripley volt, színészi játékáért Oscar-díjra is jelölték a legjobb mellékszereplő kategóriában.
2001-ben főszerepet kapott az Ellenség a kapuknál című háborús eposzban, a filmben többek között szerepelt Joseph Fiennes, Rachel Weisz és Ed Harris is. Ezután Steven Spielberg egy android szerepét osztotta rá a nagy sikerű A. I. – Mesterséges értelem című sci-fijében. 2002-ben Tom Hanks ellenfeleként, könyörtelen bérgyilkosként tűnt fel a Sam Mendes rendezte A kárhozat útja című gengsztermoziban. Egy évvel később Anthony Minghella pozitívabb szerepet szánt neki a Hideghegyben: egy déli katonaszökevényt alakított a polgárháború sújtotta Amerikában, ami szintén egy Oscar-jelölést hozott számára. A filmben Nicole Kidman és Renée Zellweger mellett dolgozott.
2004-ben több produkcióban is feltűnt. Egy vígjátékkal nyitotta az évet (Multik haza!), majd egy nem túl sikeres sci-fiben, a Sky kapitány és a holnap világában játszott főszerepet, melyet producerként is jegyzett. Ezután az Alfie című keserédes vígjátékban alakított címszerepet. Majd következett a Patrick Marber nagy sikerű színpadi művéből adaptált Közelebb című dráma, amelyben Clive Owen, Julia Roberts és Natalie Portman társa volt. Egy jelenet erejéig Law Martin Scorsese Aviátor című filmjében is feltűnt Errol Flynn szerepében, de hangját is kölcsönözte a  A balszerencse áradása című sötét hangulatú mesefilmben.
2006-ban Sean Penn, Anthony Hopkins és Kate Winslet partnereként tűnt fel ismét a filmvásznon A király összes embere című filmfeldolgozásban. Ezután Law figyelme a könnyedebb műfaj felé fordult, a Holiday című romantikus vígjátékban partnere ismét Winslet volt.
2016-ban kezdődött Az ifjú pápa forgatása. Law alakította Lenny Belardot, aki minden várakozás ellenére a legfiatalabb és egyben az első amerikai pápa lett. Ellentmondásos karaktere a hit és a kétségek kettősségére épült. A sorozatban a régi díszletek kontrasztja az újkori technológia lett, ezeket a rendező, Paolo Sorrentino nagyon hangsúlyosan mutatta be. Érdekesség, hogy Law úgy alakította az ifjú pápát, hogy nem katolikus, a forgatás előtt olvasta el a Bibliát, hogy hiteles karaktere legyen.

## Filmográfia

### Film
| Év   | Magyar cím                               | Eredeti cím                                     | Szerep                           | Magyar hang          |
| ---- | ---------------------------------------- | ----------------------------------------------- | -------------------------------- | -------------------- |
| 1992 |                                          | The Crane (rövidfilm)                           | fiatal férfi                     |                      |
| 1994 | Fosztogatók négy keréken                 | Shopping                                        | Billy                            |                      |
| 1996 | Csillagvirágok                           | I Love You, I Love You Not                      | Ethan                            | Seszták Szabolcs     |
| 1997 | Hajlam                                   | Bent                                            | rohamosztagos                    |                      |
| 1997 | Oscar Wilde szerelmei                    | Wilde                                           | Lord Alfred Douglas              | Bolba Tamás          |
| 1997 | Gattaca                                  | Gattaca                                         | Jerome Eugene Morrow             | Szabó Sipos Barnabás |
| 1997 | Éjfél a jó és a rossz kertjében          | Midnight in the Garden of Good and Evil         | Billy Hanson                     | Dévai Balázs         |
| 1998 | Született szerelmesek                    | Music from Another Room                         | Danny                            | Markovics Tamás      |
| 1998 | Végső vágás                              | Final Cut                                       | Jude                             | Markovics Tamás      |
| 1998 | Krokodilok bölcsessége                   | The Wisdom of Crocodiles                        | Steven Grlscz                    | Kaszás Gergő         |
| 1999 | eXistenZ – Az élet játék                 | Existenz                                        | Ted Pikul                        | Schnell Ádám         |
| 1999 |                                          | Tube Tales                                      | rendező                          |                      |
| 1999 |                                          | Presence of Mind                                | titkár                           |                      |
| 1999 | A tehetséges Mr. Ripley                  | The Talented Mr. Ripley                         | Dickie Greenleaf                 | Selmeczi Roland      |
| 2000 |                                          | Love, Honour and Obey                           | Jude                             |                      |
| 2000 |                                          | Happy M'Gee (rövidfilm)                         | Tony M'Gee                       |                      |
| 2001 | Ellenség a kapuknál                      | Enemy at the Gates                              | Vaszilij Zajcev                  | Lippai László        |
| 2001 | A. I. – Mesterséges értelem              | A.I. Artificial Intelligence                    | Gigolo Joe                       | Szabó Sipos Barnabás |
| 2002 | A kárhozat útja                          | Road to Perdition                               | Harlen Maguire                   | Hujber Ferenc        |
| 2003 | Hideghegy                                | Cold Mountain                                   | W.P. Inman                       | László Zsolt         |
| 2004 | Multik haza!                             | I Heart Huckabees                               | Brad Stand                       | Zámbori Soma         |
| 2004 | Alfie                                    | Alfie                                           | Alfie                            | Stohl András         |
| 2004 | Közelebb                                 | Closer                                          | Dan                              | Kaszás Gergő         |
| 2004 | Aviátor                                  | The Aviator                                     | Errol Flynn                      | Zámbori Soma         |
| 2004 | Sky kapitány és a holnap világa          | Sky Captain and the World of Tomorrow           | Sky kapitány / Joseph Sullivan   | Stohl András         |
| 2004 | Lemony Snicket: A balszerencse áradása   | Lemony Snicket's A Series of Unfortunate Events | Lemony Snicket (hangja)          | Zalán János          |
| 2004 | Lemony Snicket: A balszerencse áradása   | Lemony Snicket's A Series of Unfortunate Events | Lemony Snicket (hangja)          | Fekete Zoltán        |
| 2006 | A király összes embere                   | All the King's Men                              | Jack Burden                      | Selmeczi Roland      |
| 2006 | Bűnös viszonyok                          | Breaking and Entering                           | Will Francis                     | Stohl András         |
| 2006 | Holiday                                  | The Holiday                                     | Graham Simpkins                  | Stohl András         |
| 2007 | My Blueberry Nights – A távolság íze     | My Blueberry Nights                             | Jeremy                           | Stohl András         |
| 2007 | Mesterdetektív                           | Sleuth                                          | Milo                             | Stohl András         |
| 2009 | Düh                                      | Rage                                            | Minx                             |                      |
| 2009 | Doctor Parnassus és a képzelet birodalma | The Imaginarium of Doctor Parnassus             | Tony (2. átváltozás)             | Stohl András         |
| 2009 | Sherlock Holmes                          | Sherlock Holmes                                 | Dr. John Watson                  | Stohl András         |
| 2010 | Végrehajtók                              | Repo Men                                        | Remy                             | Stohl András         |
| 2011 | Fertőzés                                 | Contagion                                       | Alan Krumwiede                   | Széles Tamás         |
| 2011 | A leleményes Hugo                        | Hugo                                            | Mr. Cabret                       | Nagy Ervin           |
| 2011 | Sherlock Holmes 2. – Árnyjáték           | Sherlock Holmes: A Game of Shadows              | Dr. John Watson                  | Nagy Ervin           |
| 2011 | 360                                      | 360                                             | Michael Daly                     |                      |
| 2012 | Anna Karenina                            | Anna Karenina                                   | Alekszej Alekszandrovics Karenin | Stohl András         |
| 2012 | Az öt legenda                            | Rise of the Guardians                           | Szurok / Mumus (hangja)          | Stohl András         |
| 2013 | Mellékhatások                            | Side Effects                                    | Dr. Jonathan Banks               | Stohl András         |
| 2013 | Dom Hemingway                            | Dom Hemingway                                   | Dom Hemingway                    | Stohl András         |
| 2014 | A Grand Budapest Hotel                   | The Grand Budapest Hotel                        | fiatal szerző                    | Nagy Ervin           |
| 2014 | Fekete-tenger                            | Black Sea                                       | Robinson kapitány                | Nagy Ervin           |
| 2015 | A kém                                    | Spy                                             | Bradley Fine                     | Stohl András         |
| 2016 | Géniusz                                  | Genius                                          | Thomas Wolfe                     | Stohl András         |
| 2017 | Arthur király – A kard legendája         | King Arthur: Legend of the Sword                | Vortigern                        | Stohl András         |
| 2018 |                                          | Vox Lux                                         | menedzser                        |                      |
| 2018 | Legendás állatok: Grindelwald bűntettei  | Fantastic Beasts: The Crimes of Grindelwald     | Albus Dumbledore                 | Stohl András         |
| 2019 | Marvel Kapitány                          | Captain Marvel                                  | Yon-Rogg                         | Dévai Balázs         |
| 2019 | Egy esős nap New Yorkban                 | A Rainy Day in New York                         | Ted Davidoff                     | Stohl András         |
| 2019 |                                          | Skywatch (rövidfilm)                            | férfi a tetőn                    |                      |
| 2020 | Ritmusszekció                            | The Rhythm Section                              | Iain Boyd                        | Stohl András         |
| 2020 | A fészek                                 | The Nest                                        | Rory O’Hara                      | Stohl András         |
| 2022 | Legendás állatok: Dumbledore titkai      | Fantastic Beasts: The Secrets of Dumbledore     | Albus Dumbledore                 | Stohl András         |
| 2023 | Pán Péter és Wendy                       | Peter Pan & Wendy                               | Hook kapitány                    | Stohl András         |
| 2023 | Lánglelkű Katalin                        | Firebrand                                       | VIII. Henrik angol király        | Stohl András         |
| 2024 |                                          | The Order                                       | Terry Husk                       |                      |
| 2025 |                                          | Eden                                            | Dr. Friedrich Ritter             |                      |

### Televízió

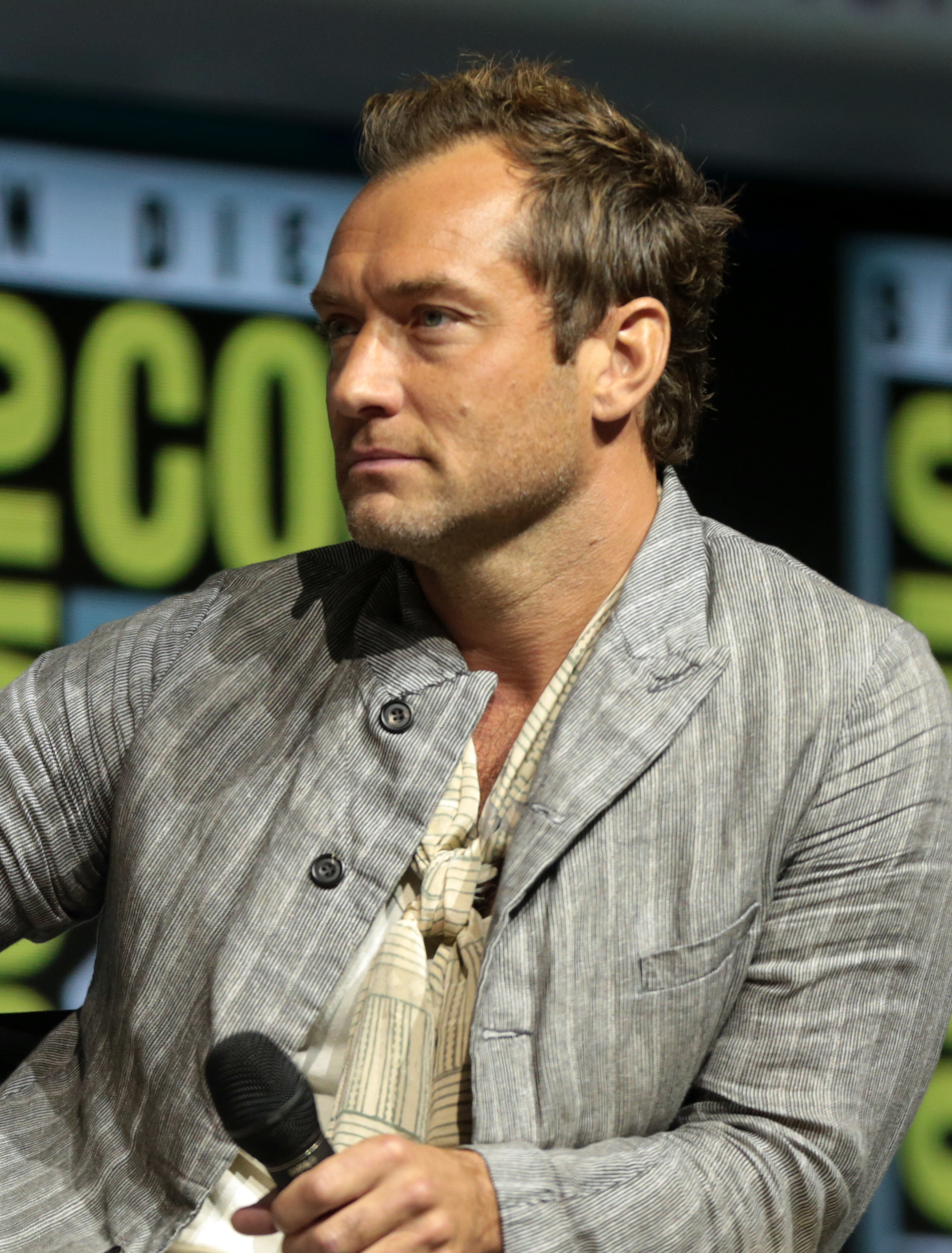
A 2018-as Comic-Con International közönségtalálkozón

| Év         | Magyar cím                | Eredeti cím              | Szerep                              | Megjegyzések                                             |
| ---------- | ------------------------- | ------------------------ | ----------------------------------- | -------------------------------------------------------- |
| 1989       |                           | The Tailor of Gloucester | Sam, az istállófiú                  | tévéfilm                                                 |
| 1990–1991  |                           | Families                 | Nathan Thompson                     | 2 epizód                                                 |
| 1991       | Sherlock Holmes kalandjai | Sherlock Holmes          | Joe Barnes                          | 1 epizód                                                 |
| 1993       | A kapitány                | The Marshal              | Bruno                               | - tévéfilm - magyar hangja: - Szokol Péter               |
| 2004, 2010 | Saturday Night Live       | Saturday Night Live      | önmaga (házigazda)                  | 2 epizód                                                 |
| 2015       |                           | Toast of London          | önmaga                              | 1 epizód                                                 |
| 2016       | Az ifjú pápa              | The Young Pope           | Lenny Belardo / XIII. Piusz pápa    | - főszereplő és producer - magyar hangja: - Stohl András |
| 2017–2018  |                           | Neo Yokio                | Charles / Sadie / Maitre D (hangja) | 7 epizód                                                 |
| 2020       | Az új pápa                | The New Pope             | Lenny Belardo / XIII. Piusz pápa    | - főszereplő - magyar hangja: - Stohl András             |
| 2020       | A harmadik nap            | The Third Day            | Sam                                 | 5 epizód                                                 |
| 2023       | Mi lenne, ha…?            | What If...?              | Yon-Rogg (hangja)                   | - 1 epizód - magyar hangja: - Dévai Balázs               |
| 2024–2025  | Kóbor alakulat            | Skeleton Crew            | Jod Na Nawood                       | - főszereplő - magyar hangja: - Dévai Balázs             |